# Hangzhou China International 2023
Die Hangzhou China International 2023 im Badminton wurden vom 20. bis zum 25. Juni 2023 in Hangzhou ausgetragen. Es war die Erstauflage dieser Turnierserie.

## Sieger und Platzierte
| Disziplin    | Gold                    | Silber                     | Bronze                   |
| ------------ | ----------------------- | -------------------------- | ------------------------ |
| Herreneinzel | Lei Lanxi               | Liu Liang                  | Nguyễn Hải Đăng          |
| Herreneinzel | Lei Lanxi               | Liu Liang                  | Zhang Weiyi              |
| Dameneinzel  | Chen Lu                 | Dai Wang                   | Han Qianxi               |
| Dameneinzel  | Chen Lu                 | Dai Wang                   | Wu Luoyu                 |
| Herrendoppel | Chen Xujun Peng Jianqin | Low Hang Yee Ng Eng Cheong | Lwi Sheng Hao Jimmy Wong |
| Herrendoppel | Chen Xujun Peng Jianqin | Low Hang Yee Ng Eng Cheong | Cui Hechen Sun Wenjun    |
| Damendoppel  | Xia Yuting Zhou Xinru   | Keng Shuliang Zhang Chi    | Li Qian Wu Mengying      |
| Damendoppel  | Xia Yuting Zhou Xinru   | Keng Shuliang Zhang Chi    | Wang Tingge Wang Yiduo   |
| Mixed        | Cheng Xing Chen Fanghui | Guo Xinwa Li Qian          | Chen Xujun Li Yijing     |
| Mixed        | Cheng Xing Chen Fanghui | Guo Xinwa Li Qian          | Cui Hechen Zhang Chi     |